# Alan W. Bishop
Alan Wilfred Bishop (* 27. Mai 1920 in Whitstable; † 30. Juni 1988 ebenda) war ein britischer Pionier der Bodenmechanik.
Bishop ging auf King’s College in Wimbledon und studierte an der Universität Cambridge (Emmanuel College, Abschluss 1942). Er wurde 1952 bei Alec Skempton am Imperial College promoviert (PhD, mit der Arbeit The stability of earth dams). Er war Professor am Imperial College, wo er zunächst 1946 in Skemptons Abteilung Assistant Lecturer war, 1947 Lecturer, 1957 Reader (im selben Jahr erhielt er den Doktor-Grad DSc) und 1965 eine volle Professur für Bodenmechanik erhielt. 1970 bis 1973 war er Dekan des City and Guilds College am Imperial College. 1980 ging er in den Ruhestand und war dann Senior Research Fellow am Imperial College (ab 1983 mit dem Titel Professor Emeritus).
1966 war er der 6. Rankine Lecturer (The Strength of soil as engineering materials, Geotechnique, Band 16, 1966, S. 91–130).
Bishop ist besonders für Methoden der Analyse der Stabilität von Böschungen und Erddämmen bekannt (unter anderem das Gleitkreisverfahren, in Bishop The use of the slip circle in the stability analysis of slopes, Geotechnique, Band 5, 1955, S. 7–17) und die Entwicklung des Triaxialgeräts (wobei er mit David Henkel zusammenarbeitete). Außerdem entwickelte er Verfahren zum Messen des Porenwasserdrucks. Schon in den 1940er Jahren, als er für das Metropolitan Water Board das Versagen von Dämmen an der Building Research Station untersuchte, entwickelte er eigene Geräte zum Testen von Bodeneigenschaften und zur Probenahme.
Bishop war passionierter Segler. Seit 1983 war er verheiratet.